# Solre (rzeka)
Solre – rzeka we Francji, przepływająca przez teren departamentu Nord, o długości 22,4 km. Stanowi prawy dopływ rzeki Sambry.